# Ian Petrovski
Ian Igorevitch Petrovski (en russe : Ян Игоревич Петровский), parfois écrit Yan Petrovsky, également connu sous son nouveau nom légal Voislav Torden (en russe : Воислав Торден), né en 1987, également connu sous son nom de guerre « Slavian » (en russe: Славян , lit. « Slave »), est un nationaliste, militant d'extrême droite néonazi et criminel de guerre russo-norvégien, connu comme l'un des dirigeants de l'unité paramilitaire Groupe Roussitch, actif durant la guerre russo-ukrainienne.
Yan Petrovsky est désigné comme commandant du détachement Zimargl du Groupe Russitch, « l'une des unités spéciales distinctes formées pour des tâches opérationnelles et de reconnaissance sur le territoire de l'Ukraine » dans le cadre de la guerre russo-ukrainienne. Il a également participé à l'intervention militaire russe durant la guerre civile syrienne. Selon le département du Trésor américain, en 2022, il a pris la tête du groupe après que le chef Alexeï Miltchakov ait été blessé près de Kharkiv. Il est arrêté et incarcéré en Finlande à partir de 2023, avant d'être reconnu coupable et condamné à la prison à vie pour crimes de guerre commis en 2014, lors de la guerre du Donbass.

## Biographie
Yan Petrovsky est né en 1987 à Irkoutsk, SFSR russe. Puis, avec sa mère, il s'installe à Saint-Pétersbourg. Enfant, il était passionné d'histoire et participait à la reconstitution des batailles médiévales. Il allait étudier en Russie pour devenir architecte ou graphiste, mais en 2004, sa mère a épousé un Norvégien et Yan a quitté la Russie avec elle. Là, il part étudier à Oslo en tant que graphiste.
Après avoir obtenu son diplôme universitaire, Petrovsky a commencé à travailler au salon de tatouage "True Metal Tattoo" - cette institution était célèbre pour les rassemblements réguliers de l'extrême droite d'Europe de l'Est. Petrovsky patrouillait dans les rues de Tønsberg en tant que membre des Soldats d'Odin et était impliqué dans le Mouvement de résistance nordique,. En 2010, la police y a effectué une descente. Petrovsky et ses associés ont été arrêtés. Lors d'une perquisition dans le salon, de faux documents et des armes ont été découverts. La police a découvert que l'arme appartenait au nationaliste radical russe Viatcheslav Datsik.
Petrovsky est tatoué de symboles païens et nationalistes : Soleil Noir, Valknut et diverses runes. Dans une interview pour Novorossiya TV en 2015, il explique qu'il est venu en Ukraine pour lutter contre le «kaghanate Khazar», une théorie du complot antisémite désignant le fait que l'Ukraine serait un état juif.
Miltchakov et Petrovsky se sont rencontrés lors d'un programme de formation paramilitaire d'un groupe ultranationaliste armé, le Mouvement impérial russe.
En 2014, il se rend dans le Donbass, où il combat contre l'armée ukrainienne. Au cours de cette période, des photos sont apparues sur Internet dans lesquelles Petrovsky pose sur fond de soldats ukrainiens tués.
À l’été 2015, les combattants du Groupe Russitch ont annoncé qu’ils quittaient le Donbass. L'une des versions de la sortie de Rusich des combats était un conflit avec le chef de la République populaire de Louhansk, Igor Plotnitsky.
NRK rapporte également la participation de Petrovsky à la guerre civile syrienne « en tant que membre d'un groupe d'extrême droite» aux côtés du président Bachar al-Assad.
En 2016, Yan Petrovsky est privé de permis de séjour en Norvège en raison d'un séjour trop long hors du pays et est arrêté pour violation des lois sur l'immigration, après quoi il est expulsé. Les autorités norvégiennes ont qualifié Petrovsky de « menace pour la sécurité » du pays. Petrovsky a été arrêté au domicile de Ronny Bårdsen, un membre important du Mouvement de résistance nordique.
En juin 2022, Petrovsky apparaît aux funérailles du vétéran de guerre Alexeï Pozharov, a écrit Fontanka. Là, il a effectivement annoncé la participation du Groupe Russitch à une invasion russe de l'Ukraine,.
Le 20 juillet 2023, Yan Petrovsky est arrêté par la police finlandaise à Helsinki,. L'Ukraine demande l'extradition de Yan Petrovsky. L'ambassade de Russie à Helsinki déclare à RIA Novosti qu'elle avait été informée de "la détention d'un ressortissant russe en Finlande à la demande de Kiev" et qu'elle "prenait des mesures pour fournir une assistance consulaire".
Le 14 mars 2025, Petrovsky a été condamné à la réclusion à perpétuité par le tribunal du district d'Helsinki en Finlande.

## Sanctions internationales
En 2022, le Groupe Russitch et ses commandants Alexeï Miltchakov et Yan Petrovsky ont été inscrits sur la liste des sanctions américaines pour leur « cruauté particulière » lors des combats dans la région de Kharkiv,.